# Slovenska popevka 2003
Slovenska popevka 2003 je potekala 5. julija v ljubljanskih Križankah. Vodila jo je Tajda Lekše.

## Nastopajoči
| #   | Izvajalec            | Naslov pesmi          | Avtor glasbe                 | Avtor besedila      | Avtor aranžmaja |
| --- | -------------------- | --------------------- | ---------------------------- | ------------------- | --------------- |
| 1.  | Frenk Nova           | Ko te ni              | Frenk Nova                   | Frenk Nova          | Mojmir Sepe     |
| 2.  | Ylenia Zobec         | Vsega je preveč       | Marino Legovič               | Drago Mislej - Mef  | Igor Lunder     |
| 3.  | Aleksandra Čermelj   | V ogledalu srca       | Dean Semolič                 | Damjana Kenda Hussu | Gregor Forjanič |
| 4.  | Kalamari             | Preden zaspi          | Danilo Kocjančič             | Drago Mislej - Mef  | Patrik Greblo   |
| 5.  | Regina & Diego       | Čaša ljubezni         | Aleksander Kogoj             | Štefan Miljevič     | Aleš Avbelj     |
| 6.  | Natalija Verboten    | Na pol poti           | Matjaž Vlašič                | Urša Vlašič         | Rok Golob       |
| 7.  | Janez Bončina - Benč | Črna magija           | Janez Bončina - Benč         | Damjana Kenda Hussu | Primož Grašič   |
| 8.  | Pepel in kri         | Za vse ljudi sveta    | Edvin Fliser                 | Dušan Velkaverh     | Patrik Greblo   |
| 9.  | Jure Ivanušič        | Ko bo umrla ljubezen  | Jure Ivanušič                | Jure Ivanušič       | Milko Lazar     |
| 10. | Katrinas             | Zelen žafran          | Rok Golob                    | Katarina Habe       | Rok Golob       |
| 11. | Irena Vrčkovnik      | Ustvari me            | Marino Legovič               | Damjana Kenda Hussu | Marino Legovič  |
| 12. | Darja Švajger        | En poljub             | Patrik Greblo                | Tatjana Ažman       | Patrik Greblo   |
| 13. | Aurora               | Zvezdni prah          | Dean Savič                   | Dragan Kikovič      | Lojze Krajnčan  |
| 14. | Dežur                | Ko veter boža ti lase | Janez Lipičnik, Janez Doltar | Janez Doltar        | Lojze Krajnčan  |

## Seznam nagrajencev
Nagrada občinstva za najboljšo skladbo v celoti
- Na pol poti v izvedbi Natalije Verboten

| Mesto              | 1.                            | 2.                                 | 3.                    | 4.                    | 5.                          | 6.                         | 7.                      | 8.                            | 9.                  | 10.                          | 11.                              | 12.                             | 13.                                | 14.                 |
| ------------------ | ----------------------------- | ---------------------------------- | --------------------- | --------------------- | --------------------------- | -------------------------- | ----------------------- | ----------------------------- | ------------------- | ---------------------------- | -------------------------------- | ------------------------------- | ---------------------------------- | ------------------- |
| Izvajalec in pesem | Natalija Verboten Na pol poti | Jure Ivanušič Ko bo umrla ljubezen | Kalamari Preden zaspi | Katrinas Zelen žafran | Dežur Ko veter boža ti lase | Irena Vrčkovnik Ustvari me | Darja Švajger En poljub | Regina in Diego Čaša ljubezni | Frenk Nova Ko te ni | Ylenia Zobec Vsega je preveč | Janez Bončina - Benč Črna magija | Pepel in kri Za vse ljudi sveta | Aleksandra Čermelj V ogledalu srca | Aurora Zvezdni prah |
| Št. glasov         | 6059                          | 5356                               | 1962                  | 1345                  | 1309                        | 1140                       | 1023                    | 764                           | 693                 | 582                          | 473                              | 408                             | 342                                | 326                 |

Nagrada strokovne žirije za najboljšo skladbo v celoti
- Zelen žafran v izvedbi skupine Katrinas

Nagrada za besedilo
- Jure Ivanušič za pesem Ko bo umrla ljubezen

Nagrada za aranžma
- Gregor Forjanič za pesem V ogledalu srca

Nagrada za izvajalca
- Irena Vrčkovnik

Nagrada za debitanta
- Ylenia Zobec